# Platypelis karenae
Platypelis karenae  — вид земноводних роду Platypelis родини Microhylidae. 

## Назва
Вид названий на честь герпентолога та дослідника мадагаскарської фауни Карен Л. М. Фріман.

## Опис
Тіло завдовжки 16-18 мм.

## Поширення
Вид є ендеміком Мадагаскару. Типовим місцезнаходженням є заповідник Бетампона на сході країни. Населяє тропічні та субтропічні дощові ліси.

## Спосіб життя
Це деревний вид,  все життя проводить на деревах. Ікру відкладує у дупла та пазухи між гілками дерев. Там розвиваються пуголовки. Личинки нічого не їдять поки не перетворяться.